# Ягодно
Ягодно — деревня в Струго-Красненском районе Псковской области России. Входит в состав сельского поселения «Новосельская волость».

## География
Находится на северо-востоке региона, в южной части района, в лесной местности. Произрастает ольха, берёза.
Уличная сеть не развита.

## История
Согласно Закону Псковской области от 28 февраля 2005 года деревня Ягодно вошла в состав образованного муниципального образования Хрединская волость с 1 января 2006 года.
До апреля 2015 года деревня Ягодно входила в Хрединскую волость.
В соответствии с Законом Псковской области от 30 марта 2015 года № 1508-ОЗ деревня Ягодно, вместе с другими селениями упраздненной Хрединской волости, вошла в состав образованного муниципального образования Новосельская волость.

## Население
| 2001 | 2002 | 2010 | 2011 |
| ---- | ---- | ---- | ---- |
| 6    | ↗23  | ↘16  | ↘15  |

## Инфраструктура
Вывоз леса, деревообработка.
Почтовое отделение, обслуживающее д. Ягодно, — 181121; расположено в д. Хредино.

## Транспорт
Просёлочные и лесные дороги, одна из них идет (через д. Всини) к бывшему волостному центру д. Хредино.